# Horloge hydraulique antique

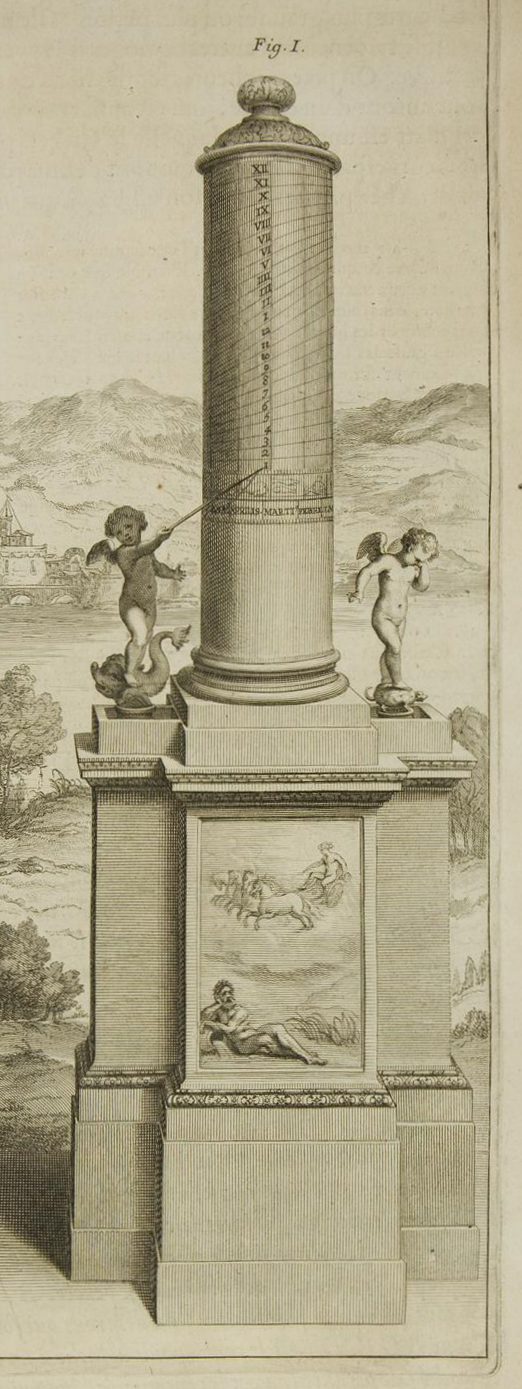
Extérieur de l'horloge de Ctésibios

L'horloge hydraulique antique est une horloge hydraulique qui, par définition, est tributaire de « l'invention des heures » datant du Ve siècle avant notre ère.

Précédemment, quelques essais pour mesurer le temps par l'eau ont vu le jour en Chine, en Mésopotamie, en Égypte.

Dès l'apparition des heures, dans l'antiquité gréco-romaine, ce sont surtout les Grecs qui ont développé ces horloges, qu'elles soient monumentales ou individualisées.

On les retrouvera plus tard, à l'époque médiévale, sous une forme complexe en Chine, mais les héritiers de l'Antiquité gréco-romaine seront les peuples de la civilisation arabe. Elles y seront pérennisées, avant d'être introduites dans le monde occidental, où bientôt, l'horloge mécanique les remplacera avantageusement.

## Aux origines
En Chine
Les premiers témoins archéologiques concernant les « water clocks » remonteraient au début du IVe millénaire avant notre ère, et les plus anciens textes au VIe siècle av. J.-C.,. Ces témoignages potentiels restent vagues et ne permettent donc pas de savoir s'il y a eu essai de division du jour et/ou de la nuit en « heures », finalité d'indication des horloges à eau.
en Mésopotamie
À Babylone, astronomie et mathématique sont à leur apogée à partir du VIIIe siècle avant notre ère. Malheureusement, le sous-sol babylonien n'a révélé aucun instrument hydraulique de cette époque destiné à la mesure du temps à l'exception d'un bol percé dit « bol à immersion » que l'on retrouve aussi en Inde, où des astronomes l'ont utilisé. Avec ce type de bol, on peut mesurer une succession d'immersions qui peuvent exprimer une durée (une, deux, trois… n immersions).

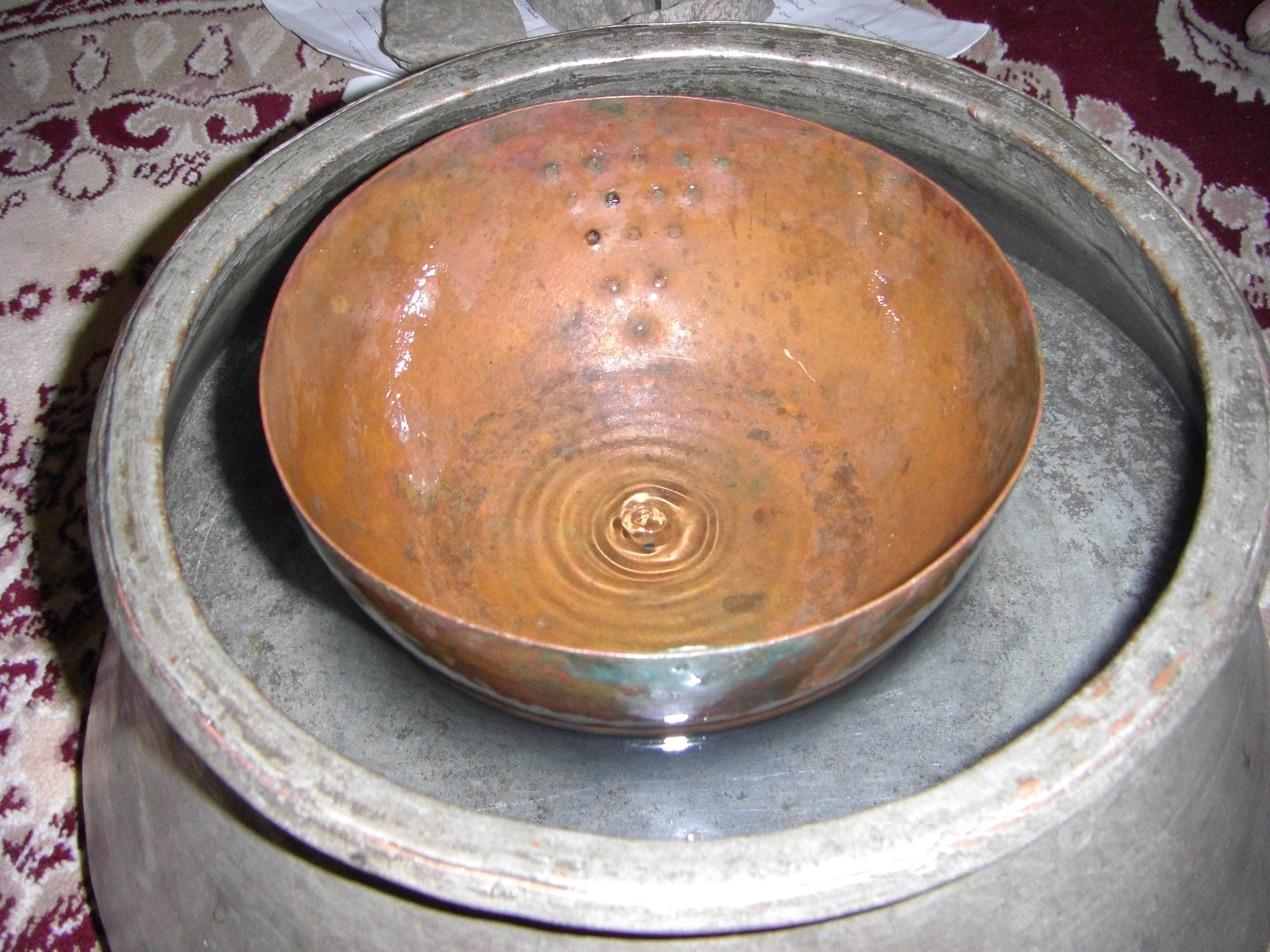
Un bol à immersion sommairement gradué.

Quant à la documentation, elle est succincte. Des tablettes mentionnent tout d'abord un instrument nommé maltaktum ou didbibdu précisé en diamètre et hauteur, mais sans échelle temporelle, puis des tablettes particulières, dites  MUL.APIN - tablettes de grande importance - qui donnent différents poids d'un liquide (toujours sans échelle temporelle) qui s'échappe d'un instrument non nommé. Ce dernier est référencé comme faisant partie des clepsydres/horloges hydrauliques, « faute de mieux ». Les nombreux spécialistes ont suggéré que ces instruments étaient de forme cylindrique ou prismatique et de type à écoulement - sans plus. La fréquence avec laquelle leur utilisation apparait dans les textes de l'époque montre à quel point ces instruments étaient indispensables dans le domaine de l'astronomie.
En Égypte
L'Égypte est riche en références archéologiques sur les horloges hydrauliques à écoulement connues dès les années -1500.
Une analyse approfondie de la « clepsydre » de Karnak, datée d'environ -1350, est proposée sur la page Heure archaïque : les heures de clepsydre.

Les divisions « horaires » employées ne sont pas encore des heures historiques, mais elles apparaissent déjà au nombre de douze pour la nuit et sont quelque peu différentes d'un mois à l'autre, comme dans les heures temporaires.

Le profil de la forme intérieure du vase se rapproche assez du profil théorique pour obtenir un débit constant en sortie d'orifice. Ce profil théorique ne sera déterminé, probablement, qu'aux XVIIe-XVIIIe siècles.  Jacques Ozanam (1640-1718) précise dans un de ses ouvrages que ce profil est celui d'un paraboloïde du quatrième degré. Le résultat égyptien montre ici la faculté d'analyse et le pragmatisme de leurs concepteurs.

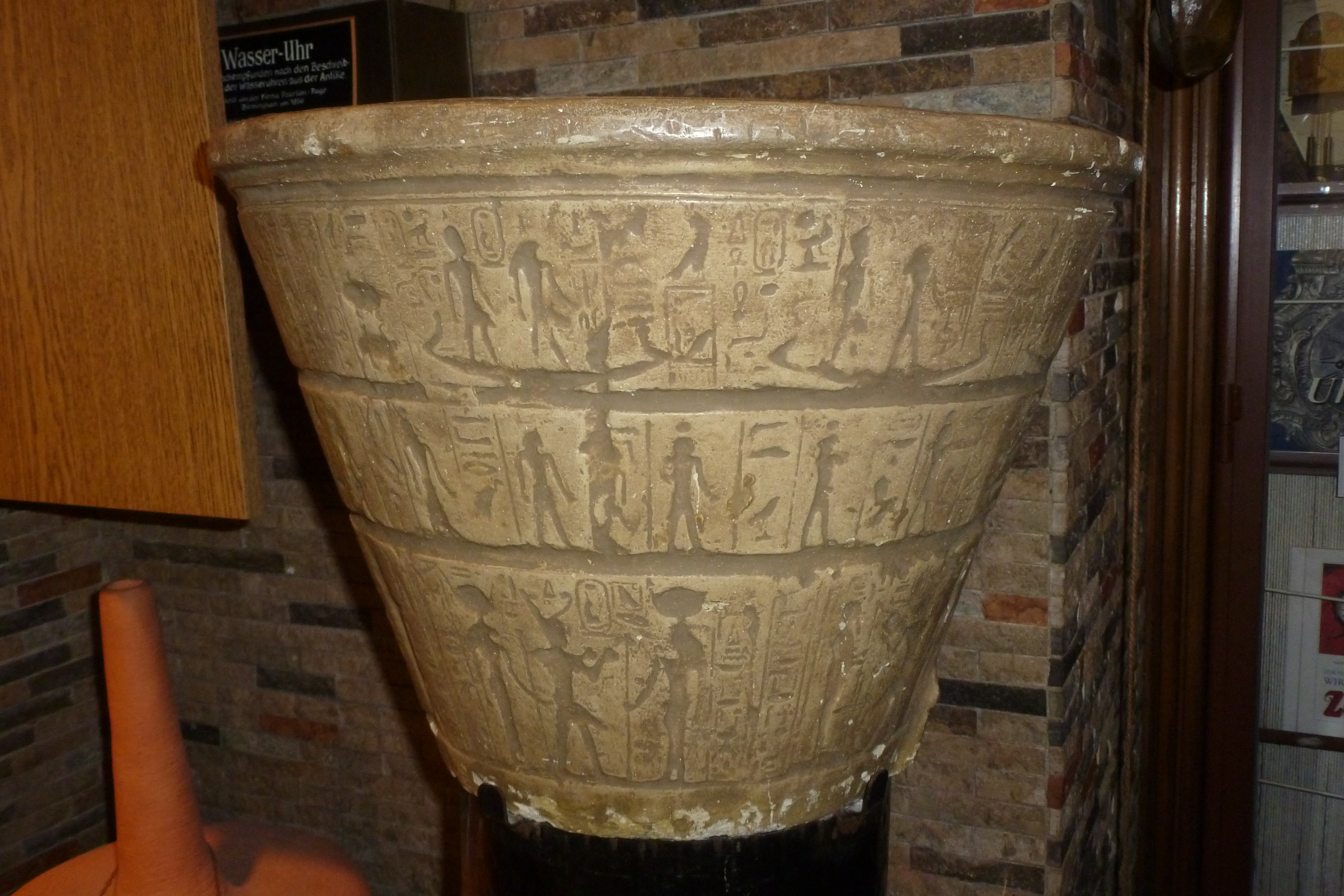
Horloge hydraulique standard égyptienne telle celle de Karnak.
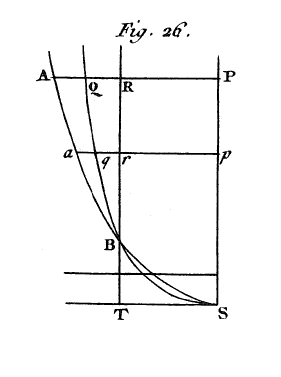
Profil théorique QqBS, pour obtenir un débit constant.
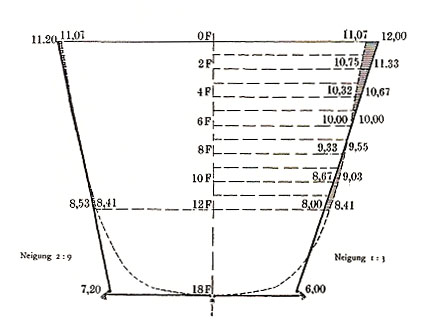
Comparaison du profil réel à son profil théorique.

## Dans l'Antiquité gréco-romaine

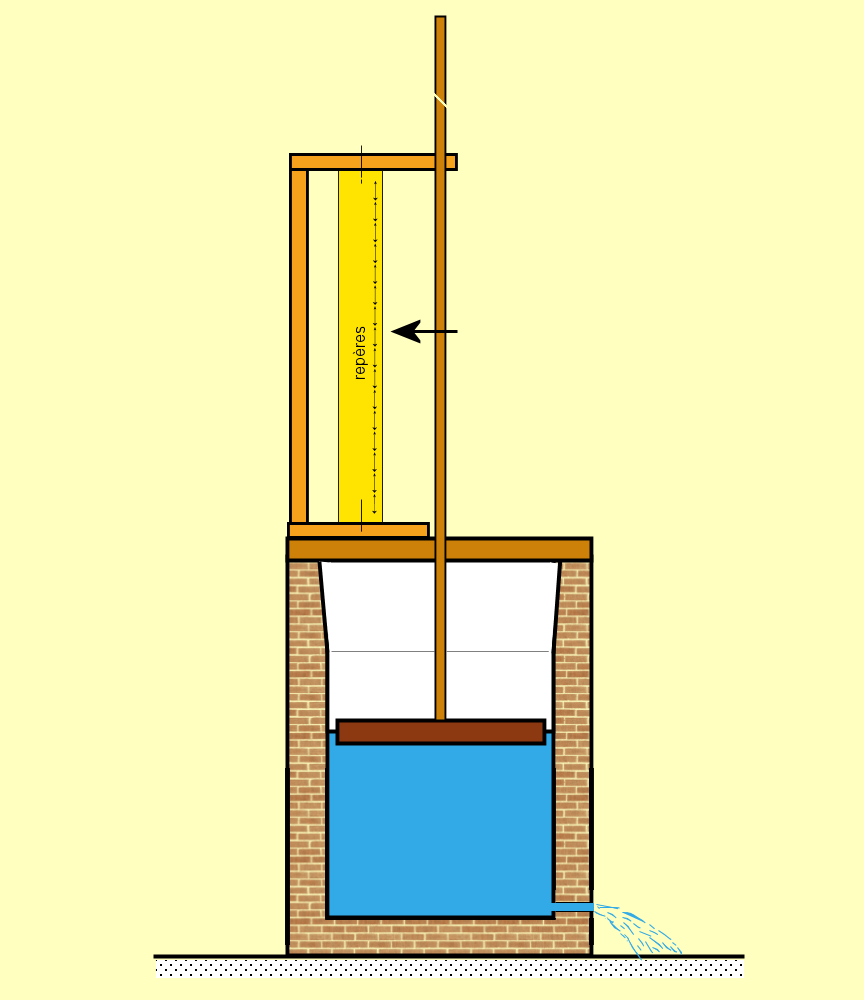
L'horloge hydraulique d'Aropos, schéma simplifié de reconstitution.

Comme dit précédemment, les heures historiques n'ont été inventées qu'au Ve siècle avant notre ère. Les premiers cadrans solaires à heures temporaires ne sont pas apparus avant le IVe siècle, quant aux premières horloges hydrauliques, elles remontent à la même époque. Si l'information sur les horloges solaires est abondante, les sources archéologiques et la documentation d'époque sur les horloges hydrauliques sont plutôt rares : dans les instruments de mesure du temps des Romains, la proportion des artéfacts retrouvés concernant les horloges hydrauliques ne représentent que 3 %.
Parmi les premiers vestiges archéologiques d'horloges hydrauliques, chez les Grecs, on peut citer une grande horloge découverte en 1953 sur l'agora d'Athènes d'une capacité de mille litres ; elle daterait de la fin du IVe siècle avant notre ère et aurait fonctionné plus de deux siècles. Il n'existe pas de documentation sur son fonctionnement et l'indication des heures.

Un autre exemple d'horloge monumentale de grande contenance se trouvait à Oropos. Elle semble être du même type que la précédente, une étude compare ces deux horloges hydrauliques supposées être à écoulement à débit constant ; l'indication des « heures » est une énigme.

Pour finir existaient sur l'agora de Samos deux machines de ce type, mentionnées sur un décret du IIe siècle avant notre ère.
Quant aux sources documentaires de ces premiers siècles, Platon (IVe siècle av. J.-C.), Archimède et Philon de Byzance (IIIe siècle av. J.-C.), évoquent ces horloges, mais c'est surtout le grec Ctésibios d'Alexandrie, de ce même siècle, qui décrit le plus en détail ces machines, informations techniques rapportés par Vitruve au Ier siècle av. J.-C.

### Les horloges à travers Vitruve
Dans son ouvrage De architectura, Vitruve décrit en détail deux versions d'une horloges à eau de Ctésibios, ainsi qu'un horloge de son temps, l'horloge anaphorique. Son texte est précis, mais parfois obscur, donc plus ou moins bien interprété ; il indique que, pour plus d'explications, il faut lire les commentarii de Ctésibios, malheureusement disparus.

#### L'horloge de Ctésibios (IIIesiècleav. J.-C.)
Vitruve dans son introduction indique que la première horloge à eau fut inventée par Ctesibios d'Alexandrie, et il en décrit deux versions qui ont en commun le fait qu'elles sont à débit constant, avec « un orifice percé dans une lame d'or ou dans une pierre précieuse ; ces matières, en effet, ne s'usent pas par le frottement de l'eau [ce qui est faux pour l'or, métal mou], et ne produisent point d'impuretés qui puissent en boucher l'ouverture ».

D'autre part, il a substitué au marquage interne des heures qui devait exister antérieurement un dispositif de lecture extérieur : l'eau en s'écoulant régulièrement dans le récipient inférieur fait monter un flotteur sur lequel est une tige comportant une figurine qui va indiquer avec une baguette les heures sur une colonne ou un pilastre contigu.

Les heures sont temporaires donc variables de jour en jour tout au long de l'année ; pour s'adapter à cette contrainte il propose deux versions :
1. l'échelle des heures étant fixe, c'est en jouant, chaque jour, sur le débit de l'eau qu'il fera coïncider l'indication de la figurine avec l'heure temporaire du moment ; le débit est alors ajusté par une sorte de robinet à réglage fin, qu'on appelle aujourd'hui un limiteur de débit ou étrangleur : un pointeur conique dans sa forme complémentaire (appelés coins par Vitruve), réglé en position par cales. Cette solution semblant soulever quelques difficultés dans sa mise en œuvre, probablement dans la correspondance débit - heures et stabilité de réglage, il propose une deuxième solution plus fiable ;
2. le débit restant constant (il est alors possible, mais peut-être pas souhaitable de supprimer le pointeur), il est alors substitué à l'échelle temporelle fixe un diagramme des heures [de jour et de nuits d'après Perrault] construit à partir de l'analemme et tracé sur un cylindre mobile autour de son axe et qui doit être présenté correctement, chaque mois, devant l'index de la figurine.

Un complément d'information donné dans l'introduction de Vitruve, décrit sommairement des mécanismes auxiliaires à engrenages pour animer toutes sortes d'automates récréatifs que l'on retrouvera plus tard sur les machines issues de la science arabe. D'autre part, il n'est pas exclu, à travers l'interprétation d'une partie obscure du texte, que le mouvement de rotation du cylindre des heures soit mécanisé, ce que Perrault a illustré dans une représentation très personnelle de cette horloge.

Horloge de Ctésibios, version 1
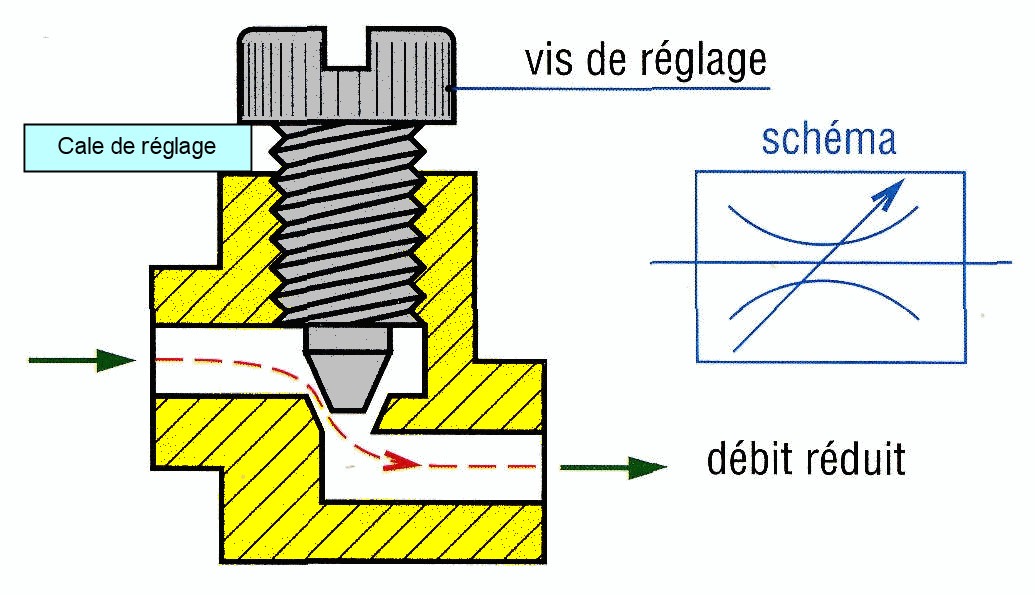
Limiteur de débit actuel réglé en position par une simple cale.
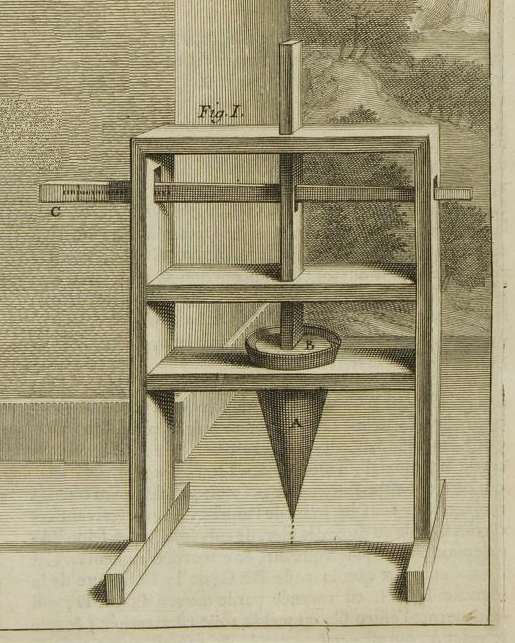
Limiteur de débit vu par Perrault (XVIIe siècle) avec cale pentée.
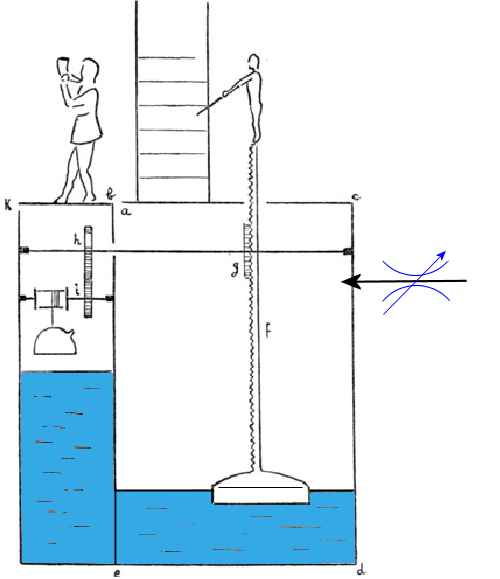
Schéma du mécanisme à débit réglable avec automate.

Horloge de Ctésibios, version 2
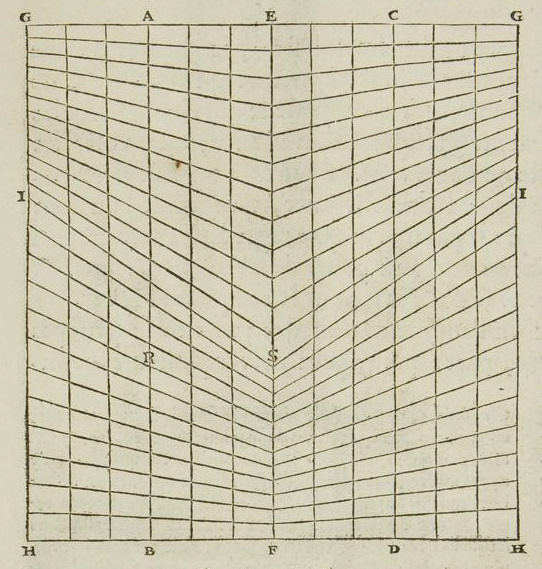
Développement du cylindre des 24 heures temporaires de l'année.
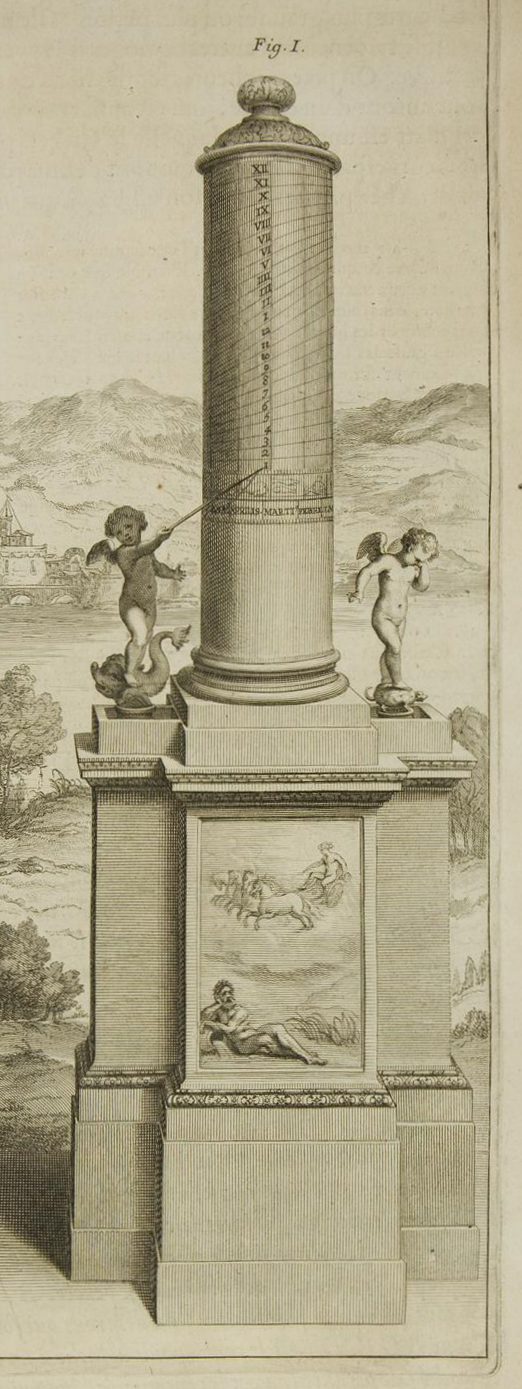
L'indication des heures temporaires d'après Perrault.
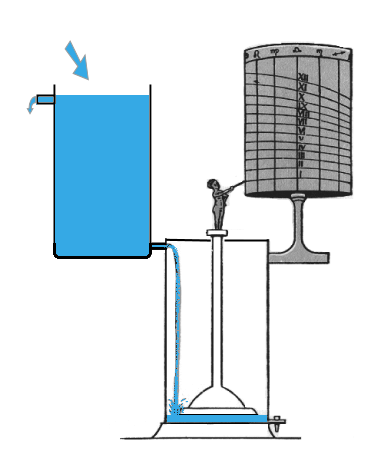
Schéma de l'horloge à débit constant et cylindre horaire manuel.
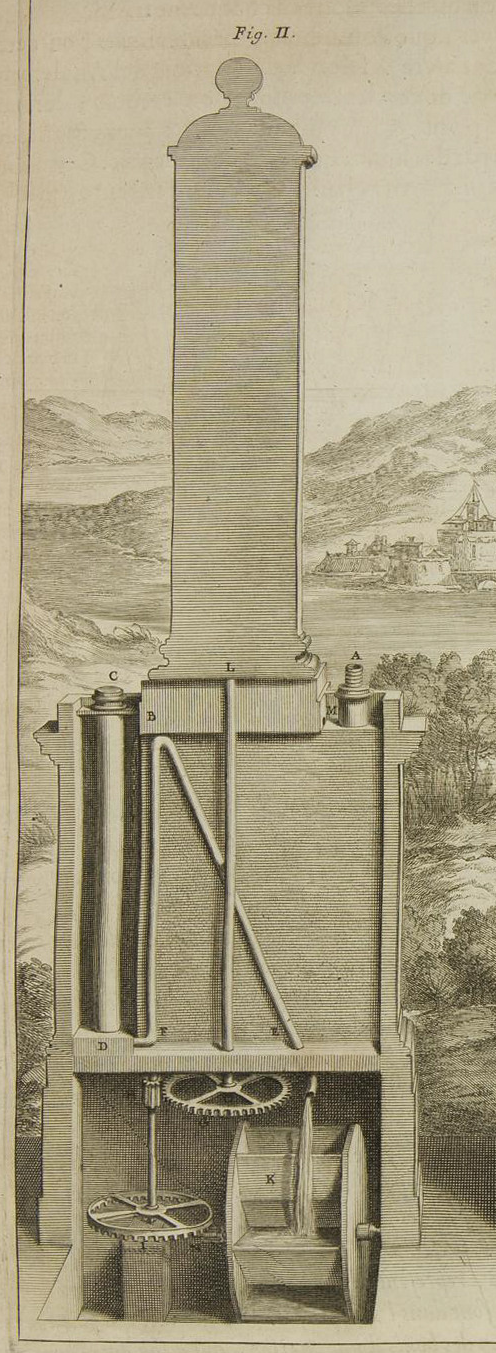
Cylindre des heures mécanisé avec l'imagination de Perrault.

#### L'horloge anaphorique
Un second modèle d'horloge d'hiver, décrit par Vitruve, concerne les horloges dites anaphoriques.

Leur mécanisme est complexe et la visualisation des heures s'apparente quelque peu à celle d'une horloge astrolabique. Sommairement la version la plus simple, à débit constant, est constituée par :
- Un disque comportant les signes du zodiaque, les constellations et le lieu journalier du Soleil, c'est-à-dire l'écliptique. Le Soleil est matérialisé, pour un jour donné, par la tête d'un clou implanté manuellement dans un des 365 trous percés sur l'écliptique ;
- le disque, solidaire de son essieu est animé d'un mouvement de rotation uniforme transmis par une chaîne et un contrepoids liés au flotteur de l'horloge décrit précédemment. Le cadran-disque fait un tour par jour et le Soleil- clou dans sa course va indiquer les heures ;
- devant le disque, une grille fixe en bronze matérialise le réseau rayonnant des 24 heures inégales derrière lequel le Soleil-clou va se déplacer ; sur cette grille on trouve aussi les cercles des mois et peut-être l'horizon[11].

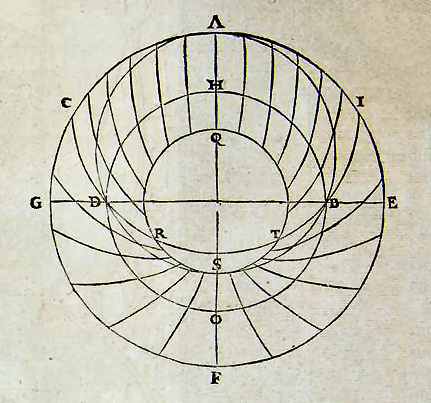
Grille fixe des heures temporaires ; les heures de jour sont en haut, au dessus de l'horizon.
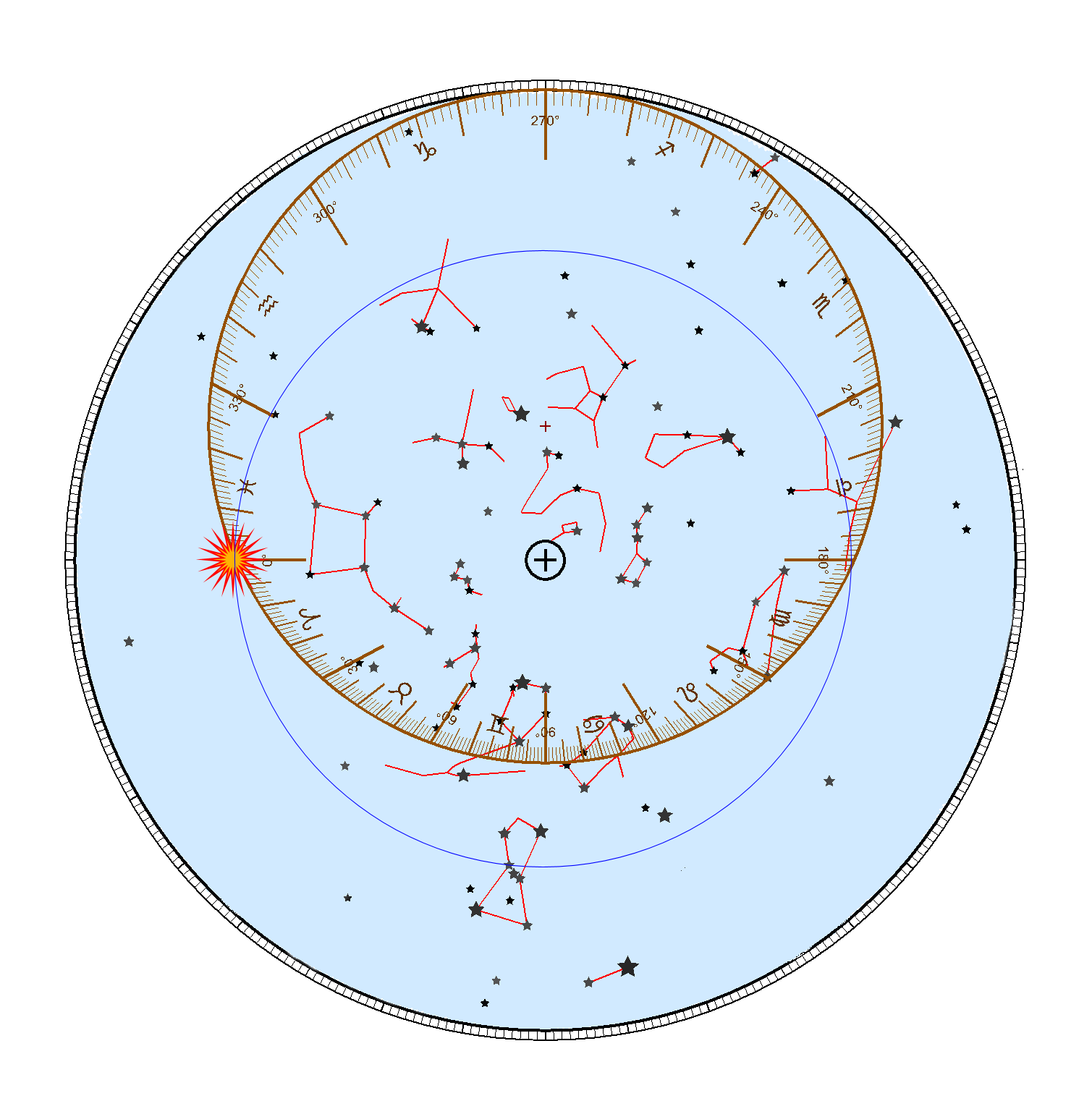
Schéma du disque tournant journellement derrière la grille des heures.
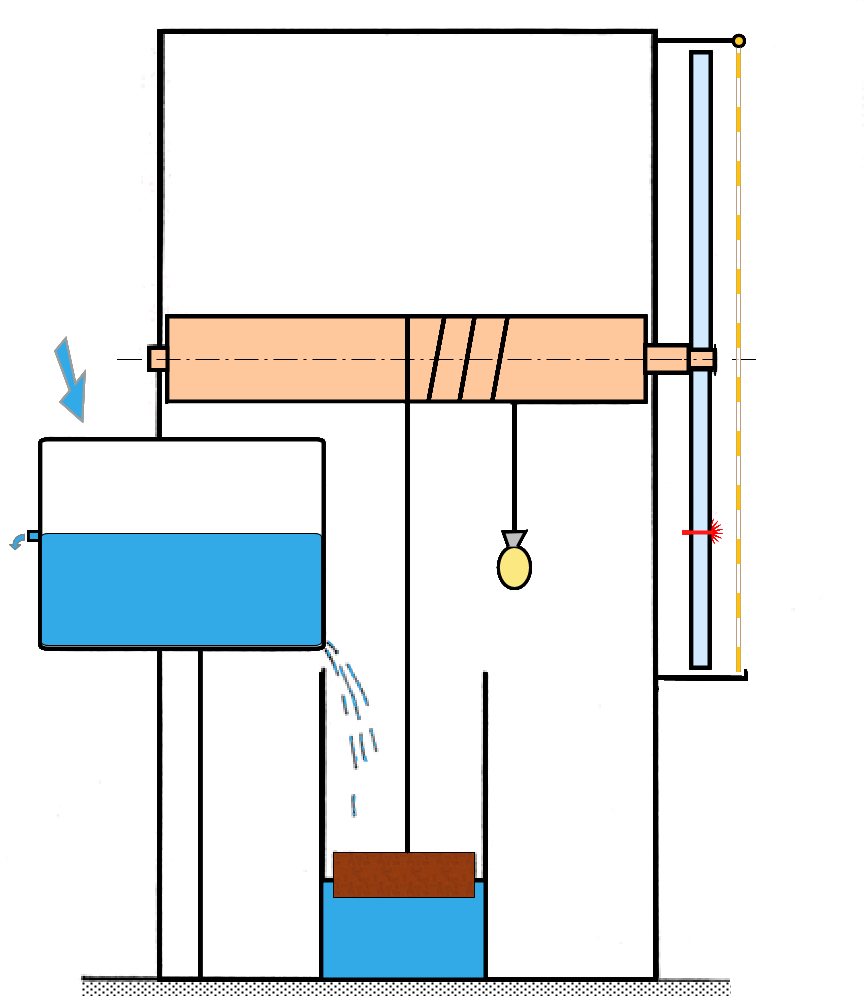
Schéma général de l'horloge anaphorique à débit constant.
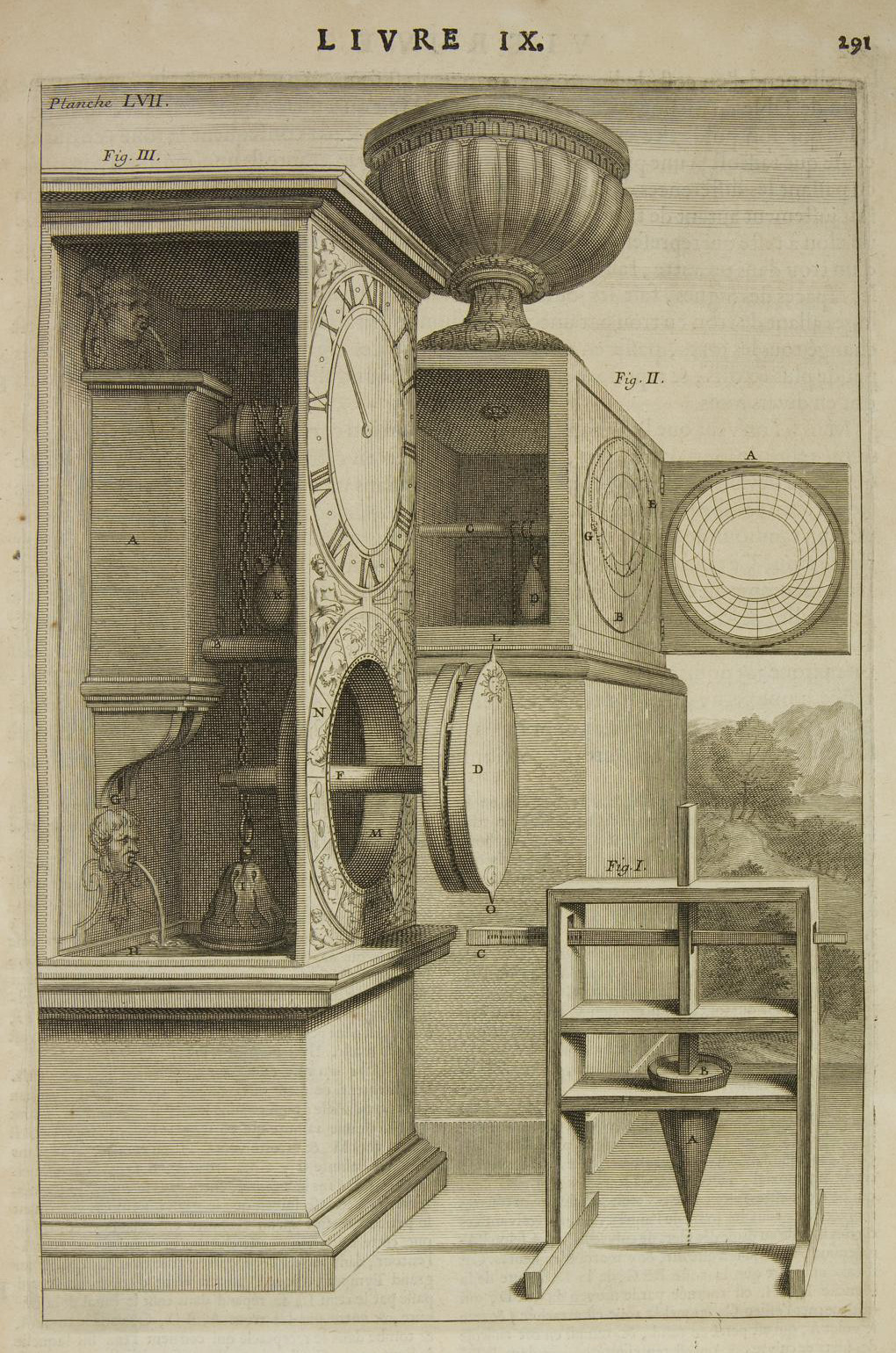
Sur la planche, fig. I, horloge anaphorique, grille ouverte, d'après Perrault.

Ces horloges ont été décrites par Vitruve, architecte romain, plus de 150 ans après l'apparition de la première horloge à eau à Rome. Il s'agissait de l'horloge que Scipio Nasica mit à l'ombre dans la basilique Emilia et Fulvia. Nul doute que ces types d'horloges monumentales étaient d'usage banal en l'an -20, année vers laquelle fut écrit De architectura.

### Autres horloges
La Tour des Vents à Athènes
La Tour des Vents dite aussi l'horloge d'Andronicos serait du IIe ou Ier siècles avant notre ère..

Il ne reste que peu de choses de cette horloge monumentale : sa trace au sol, des conduits et un puits de vidange central communiquant avec l'extérieur ainsi que la structure d'un réservoir semi-cylindrique accolé à la tour dans sa partie sud. Le diamètre de la trace au sol est donné pour environ 10 pieds, soit un peu plus de 3 m, ce qui donne une idée des dimensions de l'horloge et de la tour. Le bâtiment, sensiblement de l'époque de Vitruve, permet aussi d'imaginer de quel type d'horloge il s'agissait.

À l'extérieur, on trouve sur la partie haute de chaque pan octogonal du bâtiment un cadran solaire. Pour l'horloge, ces huit cadrans permettaient sa mise à l'heure à n'importe quel moment de la journée de soleil.

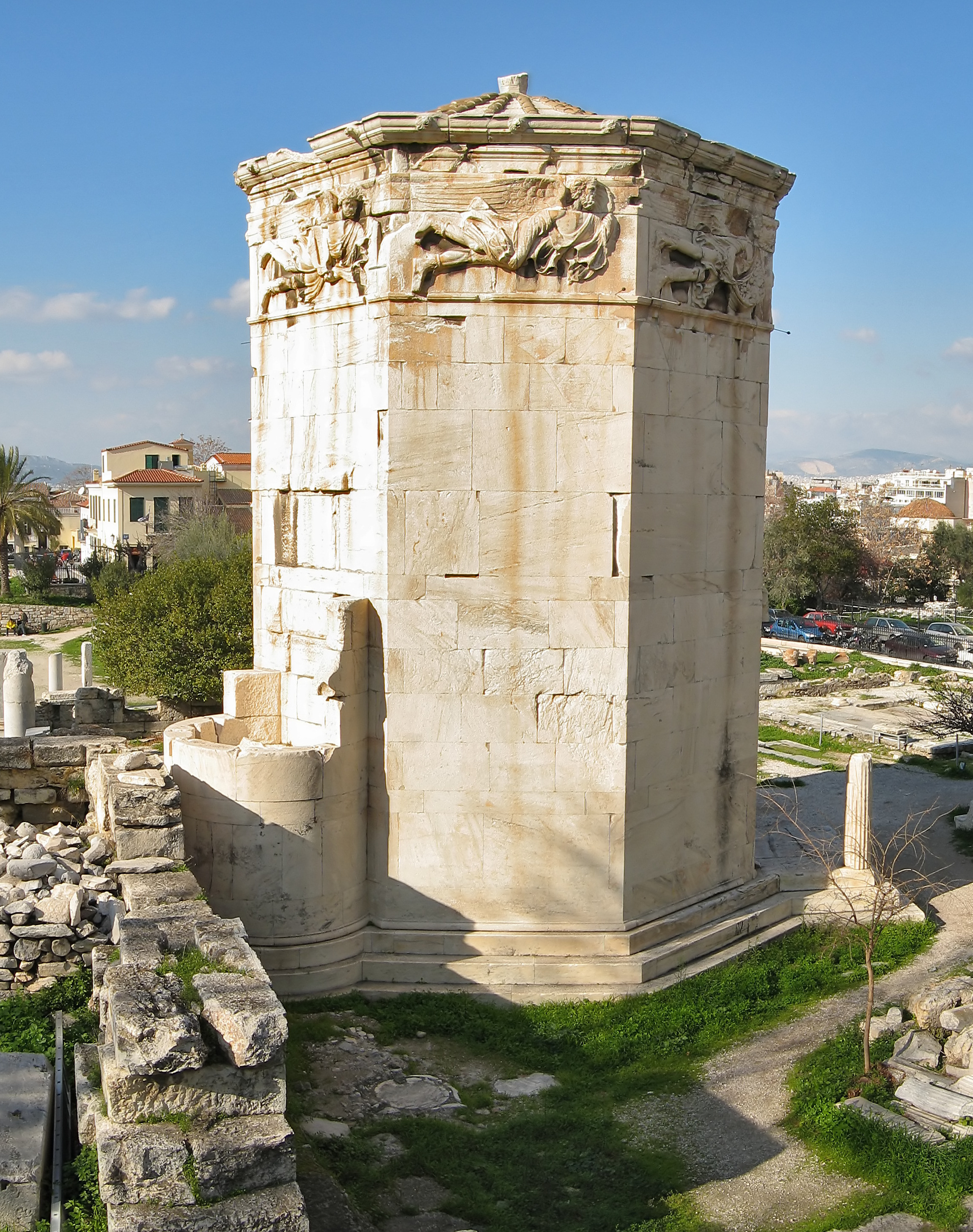
Tour des Vents, Athènes, avec son grand réservoir à gauche.
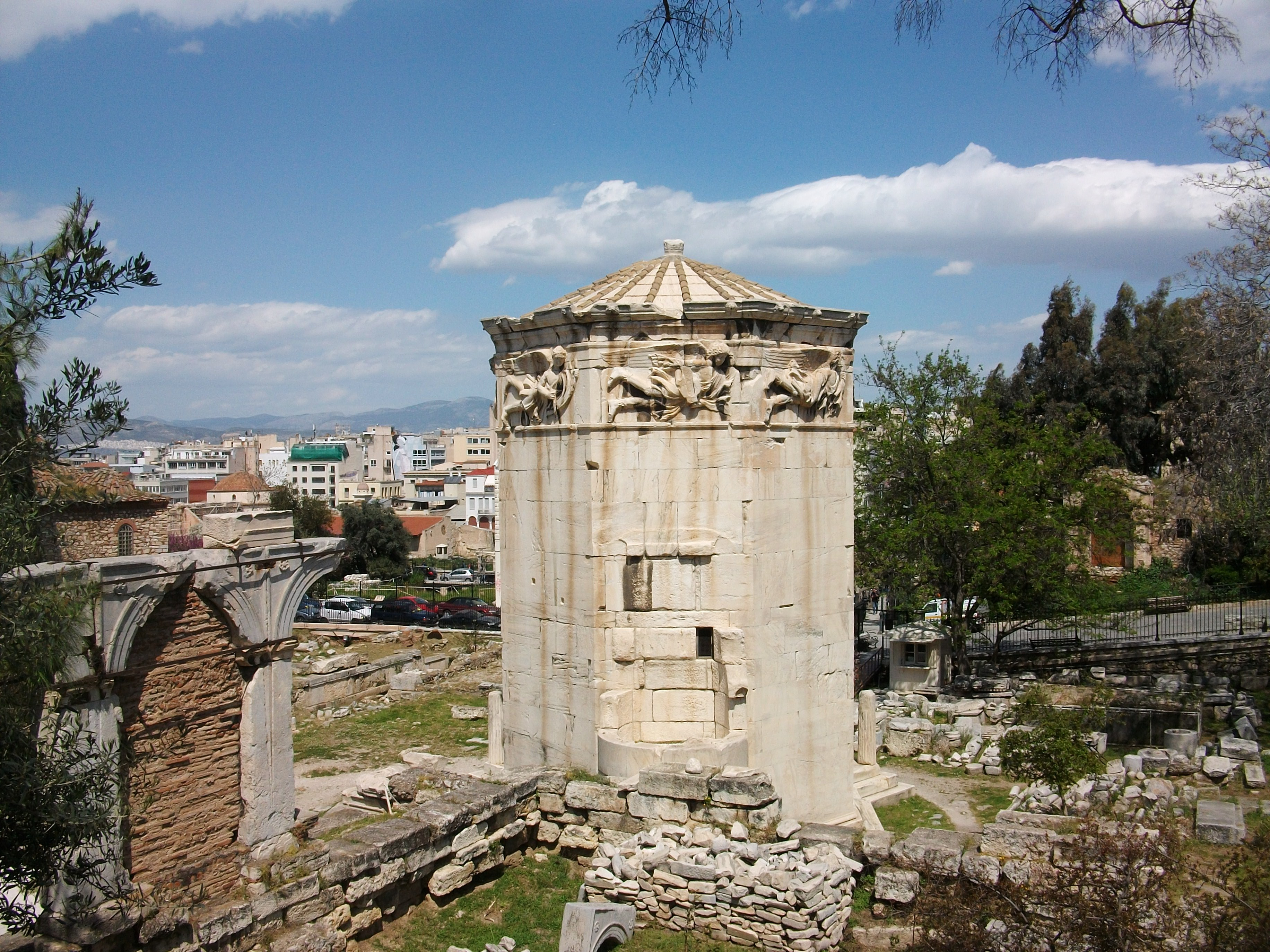
Autre vue, plein sud.
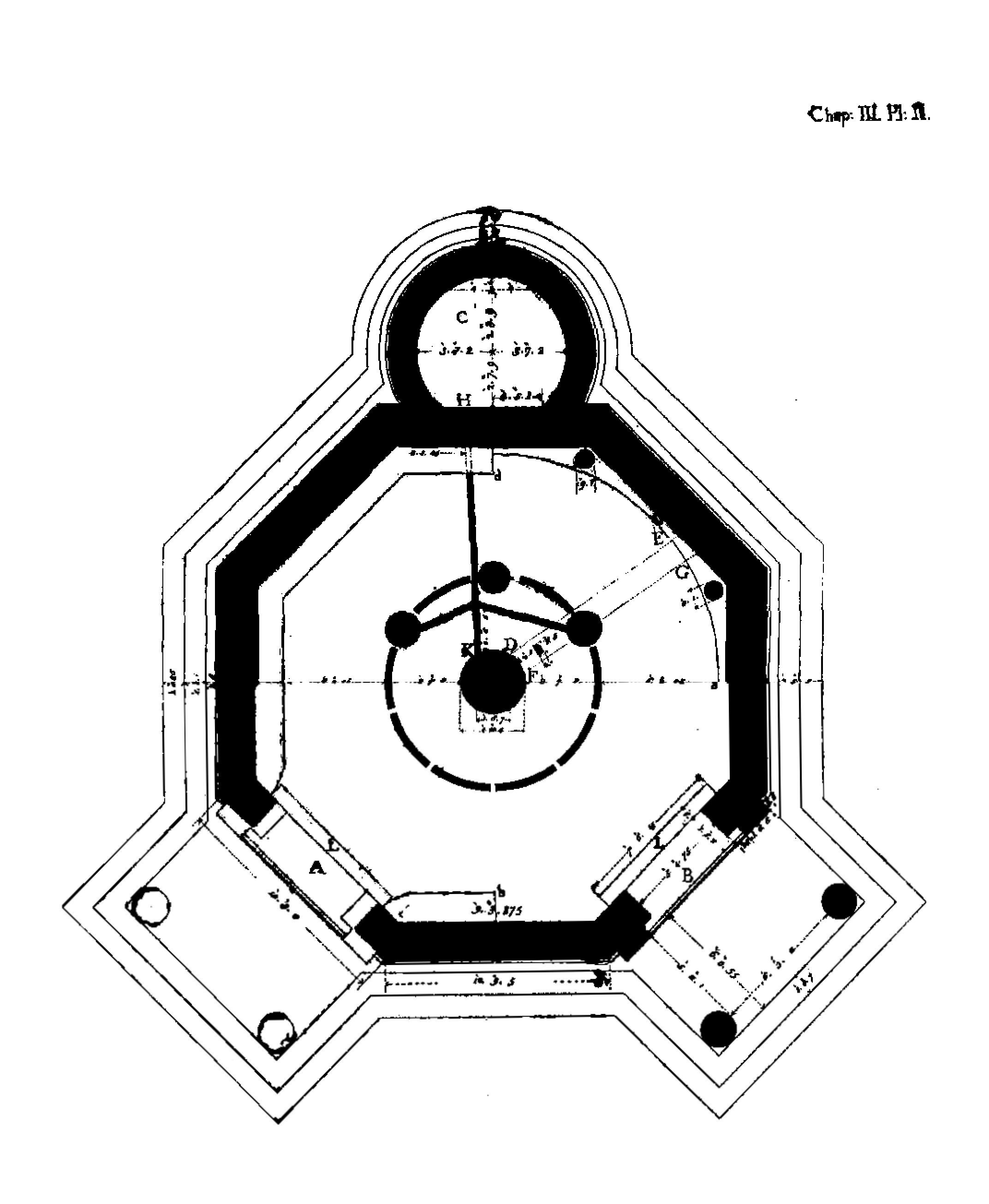
Plan de situation de l'horloge : traces au sol, conduits, puits central, en noir ; le réservoir sud est en haut.
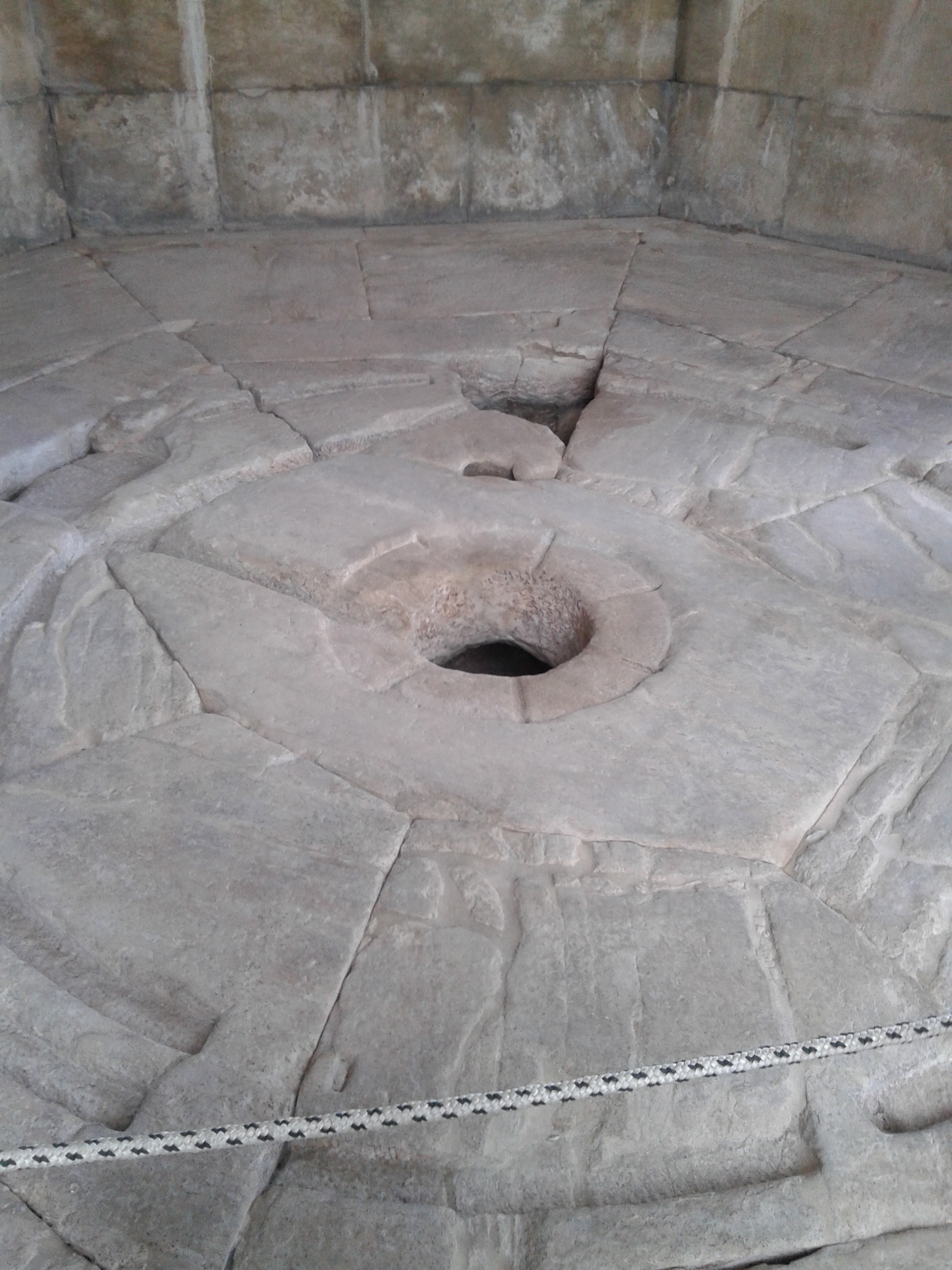
Le pavage, aujourd'hui.
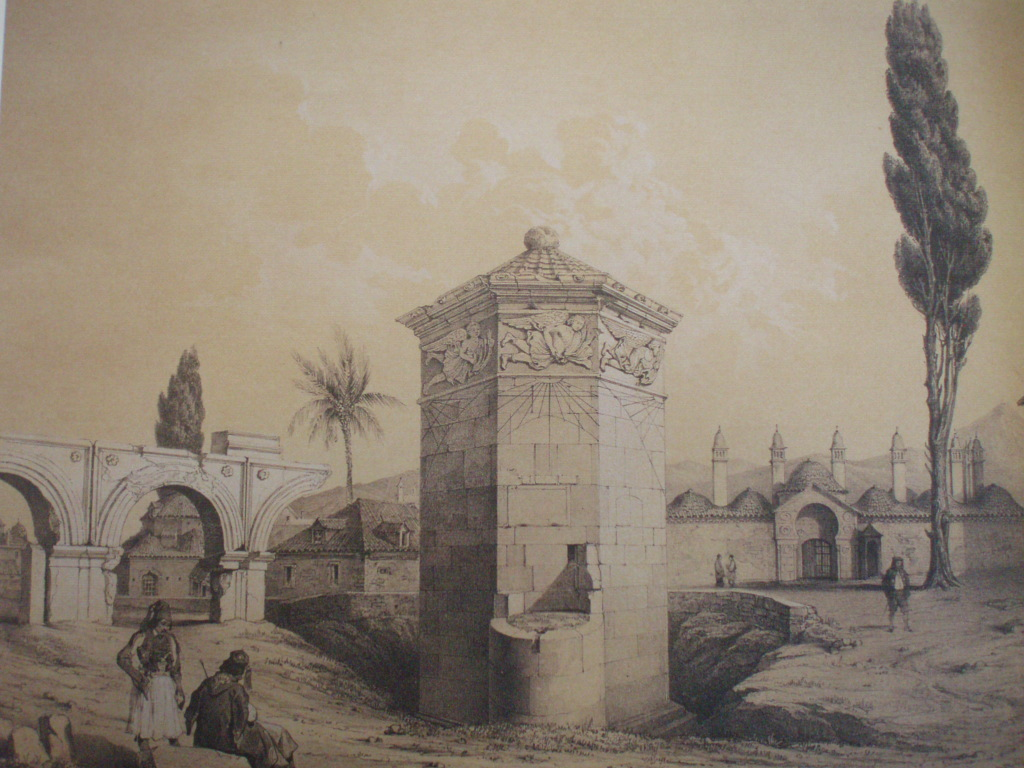
Vue du XVIIe siècle, plein sud, avec le réservoir et un des huit cadrans solaires.

L'horloge de Francfort
Cette horloge hydraulique, trouvée dans la vallée du Main en Allemagne, est conservée au musée archéologique de Francfort. D'origine romaine, elle est datée du IIIe siècle.
Ce n'est pas, contrairement aux horloges présentées précédemment, une horloge publique monumentale. Il s'agit d'un simple bol ou vase gradué qui s'apparente dans sa forme aux clepsydres à usage particulier.
Cet instrument hémisphérique de 40 cm de diamètre environ, d'épaisseur 1 mm, en bronze, au rebord tombé intérieur n'est pas sans rappeler l'horloge de Karnak dans ses inscriptions et graduations temporelles ; il comporte en effet :
- sur le bord tombé, l'indication des mois latins avec leurs subdivisions (les calendes, les ides et les nones) ainsi que 368 ou [365 ?] points censés être les jours de l'année ;
- à l'intérieur du vase, douze échelles graduées de points, en correspondance avec les mois, représentant les heures solaires de jour.

De par ses repérages temporels, elle pouvait servir de jour comme de nuit, en sachant que les heures de nuit d'une date quelconque correspondent symétriquement aux heures de jour de la date complémentaire (ainsi, par exemple, la longueur de la nuit du 21 juin, au solstice d'été, est égale à la longueur du jour du solstice d'hiver, vers le 20 décembre.)

L'écoulement de l'eau s'effectue par un petit orifice de 0,4 mm de diamètre sur la périphérie basse et il existe un trou de vidange de 17 mm dans le fond. La coupe était probablement posée sur un trépied pour en régler l'horizontalité et effectuer les vidanges.

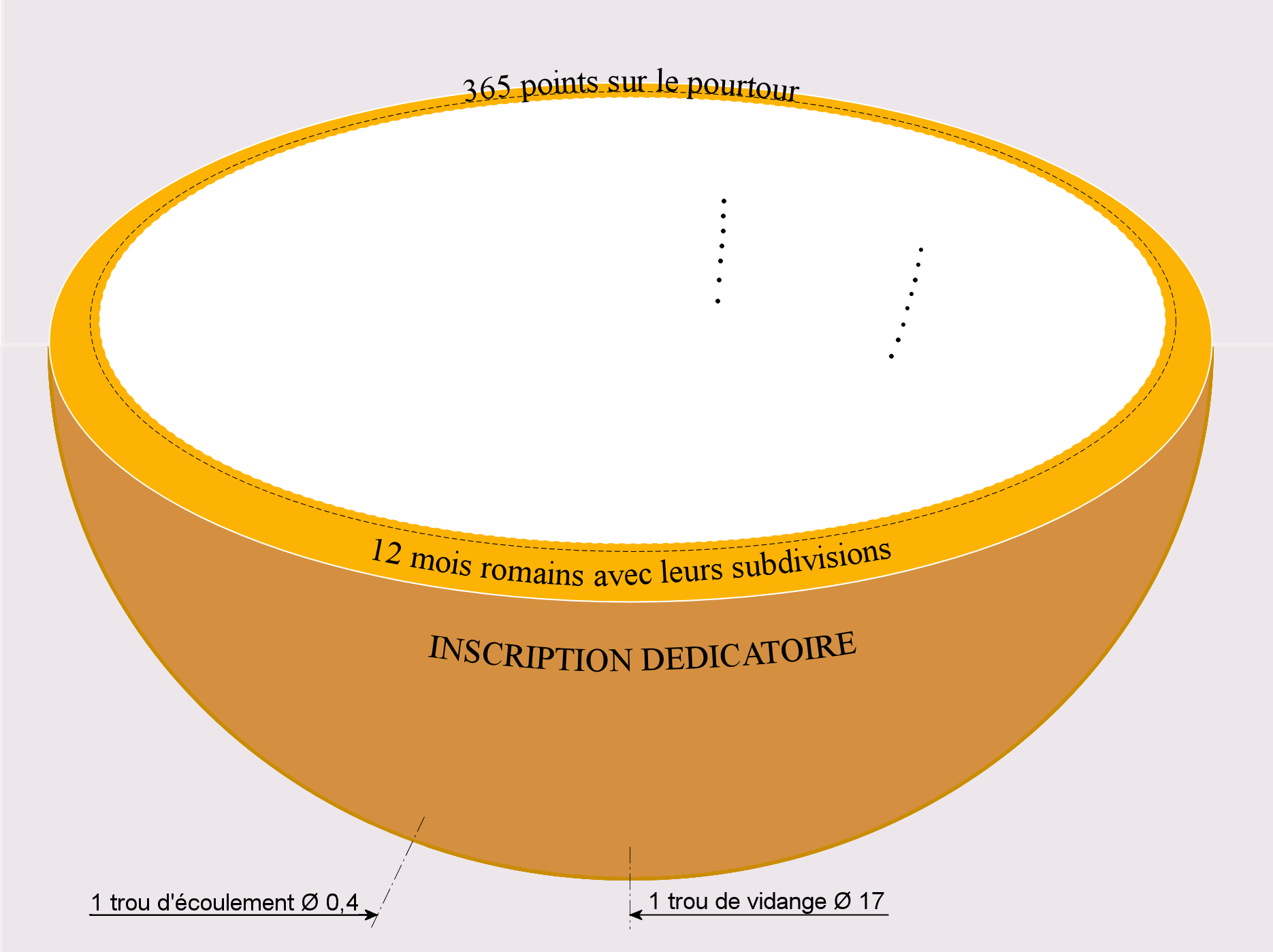
Dessin sommaire de l'horloge de Francfort.
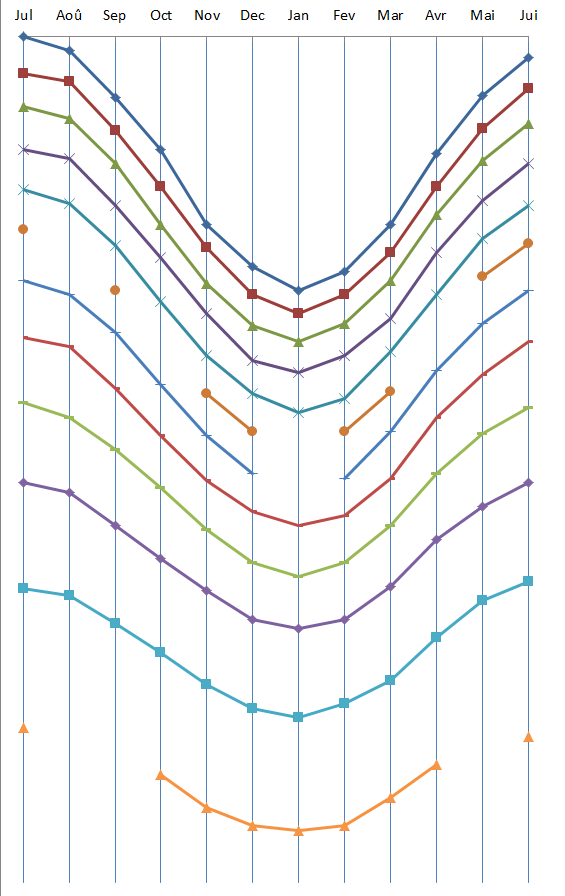
Marques horaires décelées.
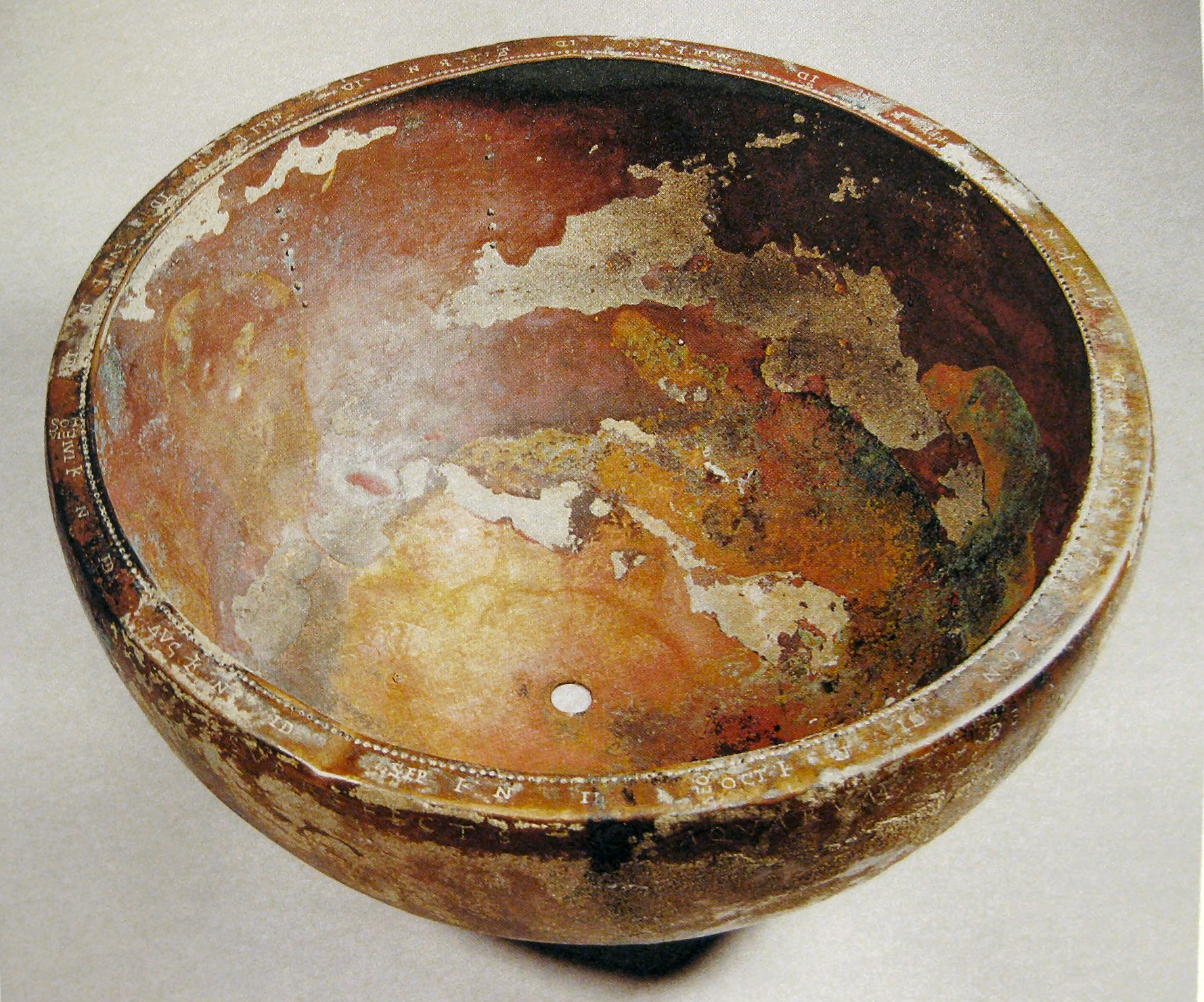
Vue de dessus de l'horloge.

Autres références
Il existe quelques témoignages archéologiques intéressants, sur des horloge anaphoriques, datés des premiers siècles de notre ère ; il s'agit de fragments trouvés à Salzbourg (Autriche), Grand (Vosges) et Vindolanda (Royaume-Uni). Ces vestiges prouvent la véracité des écrits de Vitruve.

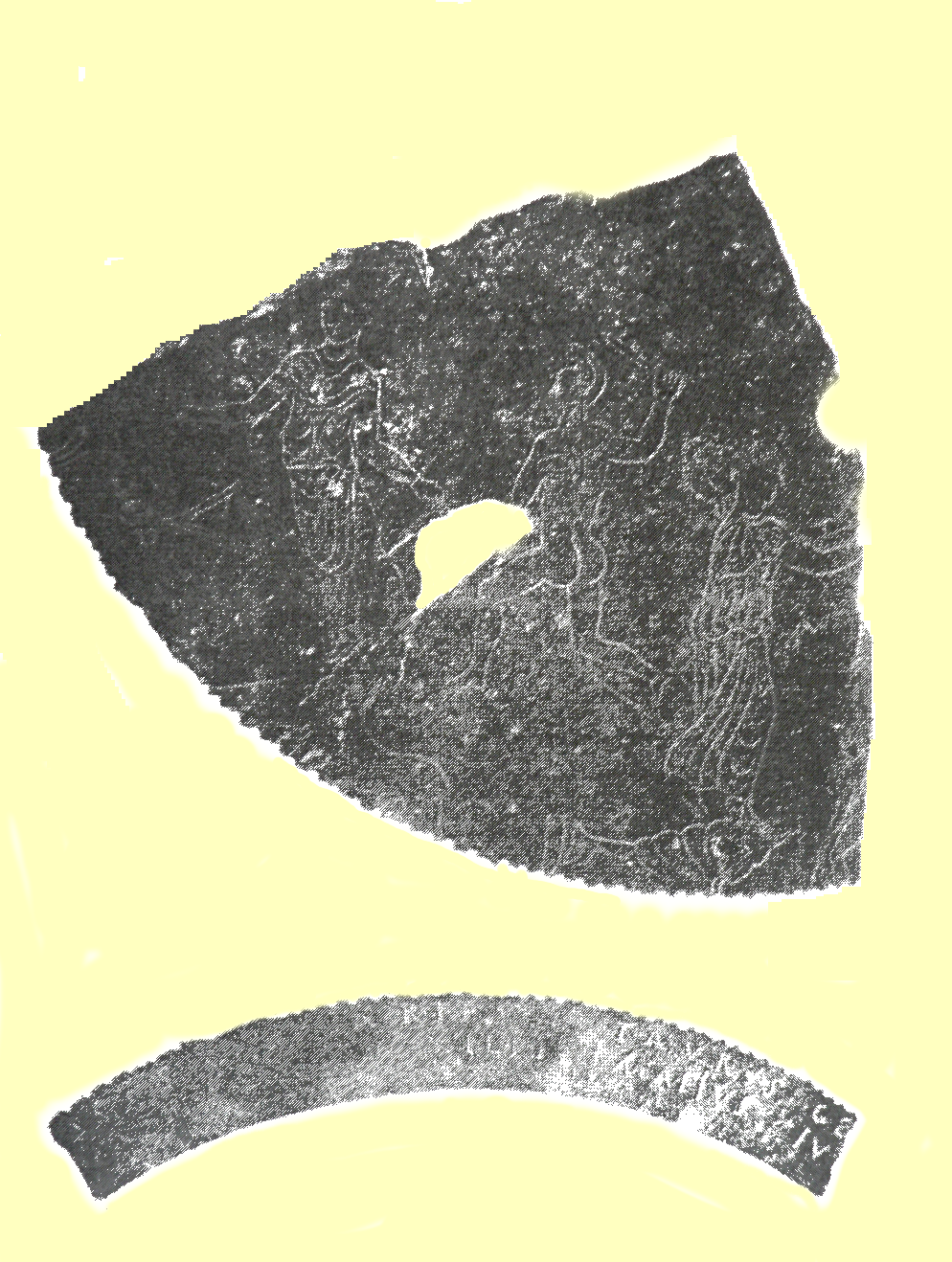
Fragment écliptique du disque de Salzbourg.
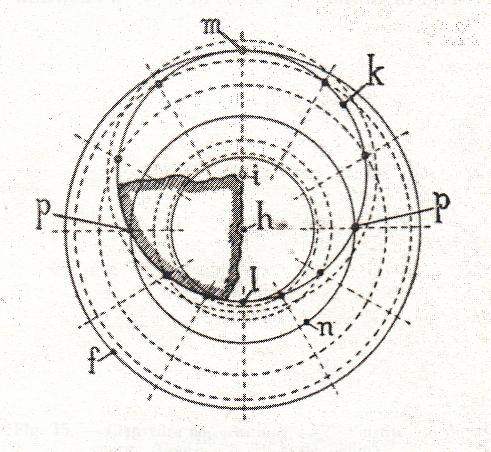
Localisation du fragment sur le disque.
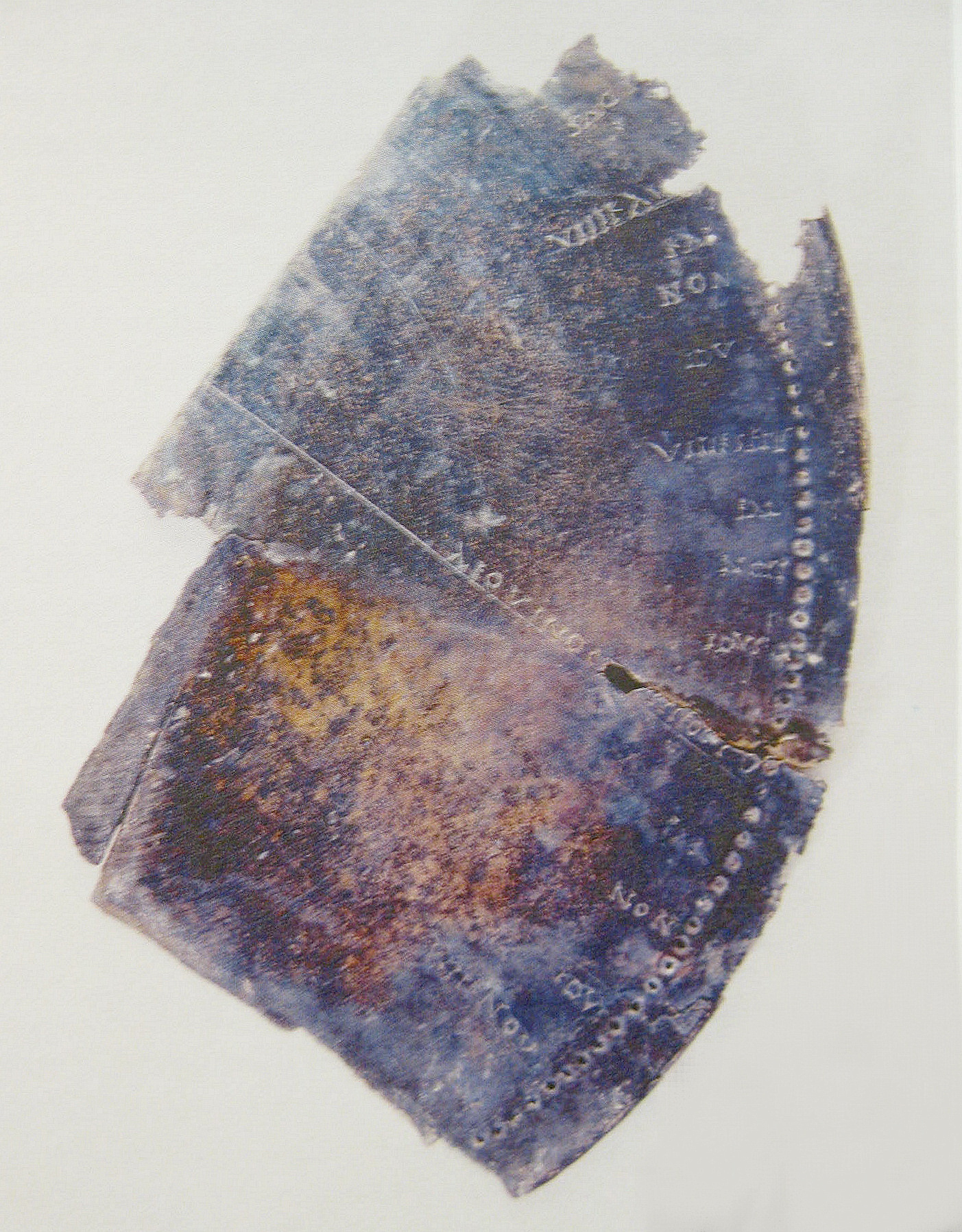
Fragment de disque, Grand (Vosges).

Parmi les sources littéraires tardives, Héron d'Alexandrie vivant au Ier siècle occupe une place de choix. Il est censé être l'auteur d'une horloge à eau à débit constant obtenu grâce à l'adaptation d'un siphon monté sur un flotteur. Il a par ailleurs publié dans Les Pneumatiques une multitude de procédés ingénieux qui trouveront plus tard leur place dans la conception des horloges de l'empire byzantin et la civilisation arabe.

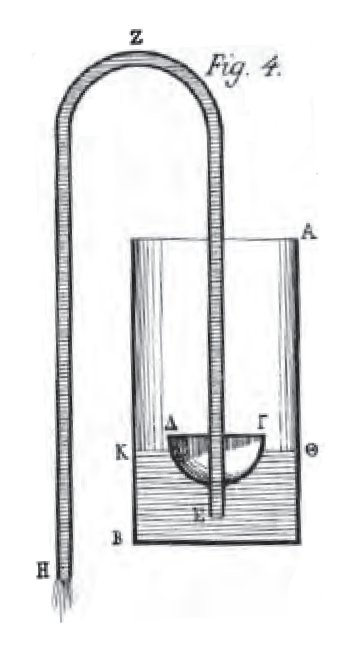
Siphon à débit constant.
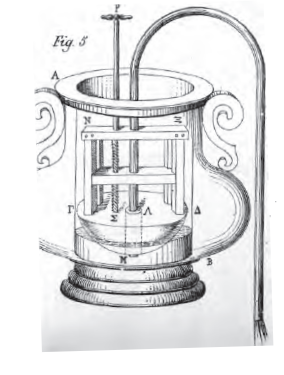
Siphon à débit constant et réglable.
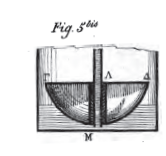
Siphon à débit constant et réglable, détail.